# Баньков, Александр Сергеевич
Алекса́ндр Серге́евич Банько́в (3 февраля 1983, Рубежное, Луганская область) — украинский дипломат. Чрезвычайный и Полномочный Посол Украины в Румынии (2017—2020).
Государственный секретарь МИД Украины (2020—2024).

## Биография
Родился 3 февраля 1983 года в Рубежном Луганской области. Окончил филологический факультет Киевского университета им. Шевченко. Владеет румынским, английским и французским языками.
В системе МИД Украины работает с 2006 года. Занимал должности третьего секретаря по консульским вопросам Посольства Украины в Румынии, позднее — директора Департамента секретариата Министра иностранных дел Украины.
В 2006—2010 гг. — атташе, третий секретарь по консульским вопросам Посольства Украины в Румынии.
В 2010—2014 гг. — третий, второй, первый секретарь, советник МИД Украины.
В 2014—2017 гг. — заместитель директора, директор Департамента секретариата Министра иностранных дел Украины.
С 4 апреля 2017 по 15 июля 2020 — Чрезвычайный и Полномочный Посол Украины в Румынии.

## Дипломатический ранг
- Дипломатический ранг советника первого класса[9].
- Чрезвычайный и Полномочный Посланник второго класса (2019)[10].
- Чрезвычайный и Полномочный Посланник первого класса (2021)[11].
- Чрезвычайный и Полномочный Посол (2023)[12].